# 7691 Бреді
7691 Бреді (7691 Brady) — астероїд головного поясу.
Тіссеранів параметр щодо Юпітера — 3,517.